# Marat Bisengaliev
Marat Bisengaliev (nacido en 1962, Kazajistán) es un reconocido violinista kazajo y director de la Orquesta Filarmónica de Kazajistán occidental y la Orquesta Filarmónica de Turan Alem de Kazajistán. También es jefe del Concurso Internacional de Violín de Uralsk, y actualmente es el director musical de la Orquesta Sinfónica de la India.

## Premios
Bisengaliev fue premiado en el Bach Internacional de Leipzig en 1988, y en 1991 ganó el primer premio en el Concurso Internacional de Nicanor Zabaleta, en España, además de recibir el premio especial para el virtuoso de más destacada actuación de la competencia. En 2000 recibió el Independiente "Platino Tarlan", Premio del Gobierno y la Medalla de Honor en Kazajistán.